# Juan Yrausquin
Juan David Elias Yrausquin (Oranjestad, 1 januari 1980) is een Arubaans politicus. In het tweede kabinet Mike Eman was hij minister van Financiën en Overheidsorganisatie. Hij is lid van de Arubaanse Volkspartij (AVP).

## Biografie
Yrausquin kwam op z'n achtste naar Nederland en groeide op in Dordrecht. Hij doorliep de Havo aan het Luzac College in Rotterdam en deed automotive management aan de IVA Driebergen. Hij keerde terug naar Aruba waar hij werkzaam was in het familiebedrijf. In deze periode was hij tevens voorzitter van de Arubaanse Werkgeversorganisatie ATIA. 
In juni 2009 werd Yrausquin lid van de AVP en nam als lijstduwer deel aan de verkiezingen van september 2009. Hij werd met voorkeurstemmen lid van de Staten van Aruba van 2009 tot 2013. Als bijzondere gedelegeerde van de Staten van Aruba diende hij tijdens de behandeling van de Rijkswet wijziging Statuut voor het Koninkrijk der Nederlanden in verband met de opheffing van de Nederlandse Antillen een motie [Yrausquin-Herdé] in voor het instellen van een geschillenregeling in het Koninkrijk ter beslechting van strikt juridische geschillen over de interpretatie van statutaire bepalingen.
In het tweede kabinet Mike Eman werd hij minister van Financiën en Overheidsorganisatie. Tijdens zijn ministerschap kwam men tot afronding van de onderhandelingen met de vakbonden voor ambtenaren en onderwijzend personeel over een ingrijpende pensioenhervormingsoperatie ter zekerstelling van dekking van de verplichtingen.  Begin juli 2014 bood Yrausquin zijn ontslag aan na de begrotingscrisis die leidde tot de hongerstaking van premier Mike Eman. Hij zegde ook het lidmaatschap van de AVP op. In 2015 ging hij in New York public administration studeren aan de Columbia-universiteit. In 2016 werd hij opnieuw lid van de AVP nadat hij werd voorgedragen als Gevolmachtigd Minister van Aruba in Nederland als opvolger van Alfonso Boekhoudt die benoemd werd tot Gouverneur van Aruba. Yrausquin was Gevolgmachtigd Minister van november 2016 tot november 2017.
Yrausquin is gescheiden en heeft drie kinderen.